# 谢韦尔内 (莫斯科州)
谢韦尔内（羅馬化：Severnyy）是俄罗斯莫斯科州的市级镇，属州辖市塔尔多姆市（城市区），地处莫斯科州北部，在区行政中心塔尔多姆东、州府莫斯科北方，靠近莫斯科州与特维尔州的州界。
该地2021年人口有3,687人；2010年人口4,076；2002年人口3,828；1989年人口4,074。